# پتر وسلی
پتر وسلی (چکی: Petr Veselý؛ زادهٔ ۷ ژوئن ۱۹۷۱) بازیکن فوتبال اهل جمهوری چک بود.
از باشگاه‌هایی که در آن بازی کرده‌است می‌توان به باشگاه فوتبال بانیک استراوا، باشگاه فوتبال اسلوان براتیسلاوا، و باشگاه فوتبال هرادتس کرالووه اشاره کرد.
وی همچنین در تیم ملی فوتبال جمهوری چک بازی کرده‌است.